# Josh Bernstein
Josh Bernstein nascido em 24 de fevereiro de 1971 em Nova York (Estados Unidos). Bernstein é um explorador, autor, expert em sobrevivencia, fotográfo profissional, apresentador de TV (2004 - 2006) em Buscando a Verdade no The History Channel e em  2007 - no Discovery Channel.